# Ехиура
Ехиура (Echiura) са малка група от морски животни. Първоначално са били считани за част от тип Annelida (прешленести червеи), въпреки че нямат сегментирана структура като другите членове на групата, но сега се приемат като отделен тип. Въпреки това, филогенетични анализи на ДНК секвенции предполагат, че ехиурите и Siboglinidae трябва да бъдат поставен в тип Annelida. Echiura фосилизира лошо и най-ранния известен екземпляр е от горен карбон (Пенсилвания в Северна Америка). Въпреки това, U-образни фосили, които биха могли да бъдат на Echiura са открити и датирани към камбрий.
Echiura са морски червеи, подобни по размер и начин на живот на Сипункулиди. Много родове, като Echiurus, Urechis и Ikeda живеят в дупки в пясък и кал, а други живеят в скали и коралови пукнатини.
По-голямата част от ехиурите живеят в плитки води, но също така има дълбоководни форми в морето. Описани са повече от 230 вида.

## Обща характеристика

### Анатомични особености
Echiura имат червеобразно тяло с голям плосък хобот излизащ напред от главата. Тялото обикновено е сивкаво на цвят, но са известни и ярки червени и зелени видове. Хоботът има листна структура, навит около цилиндрична тръба с отворено каналче на вентралната повърхност. Дължината на хобота варира значително между отделните видове и при някои е в пъти по-дълъг, отколкото останалата част на тялото. Той вероятно е хомоложен с простомиума на анелидите.
В сравнение с анелидите, Echiura имат малко четинки. В повечето видове, има само две, които се намират от долната страна на тялото точно зад хобота. При други, като например Echiurus, има и допълнителни четинки близо до задния край на животното. За разлика от анелидите, възрастните ехиури нямат никаква следа от сегментация.
Храносмилателната система се състои от една проста тръба по дължината на тялото, с анус в задния край. Тръбата обаче е силно навита, което значително увеличава дължината ѝ по отношение на размера на животното. Две прости или разклонени дивертикули се свързват с ректума. Те са покрити с множество миниатюрни ресничести фунии, които се отварят директно в телесната празнина на Echiura и се предполага, че са отделителни органи.
Въпреки че при някои видове липсва кръвоносна система, когато тя е представена, наподобява тази при анелиди. Кръвта като цяло е безцветна, въпреки че някои хемоглобин-съдържащи клетки присъстват в целомната течност на телесната празнина. Може да има от една до над сто метанефридии за отделянето на азотни отпадъци, които обикновено се отворят близо до предния край на животното.
Echiura не се отличават с обособена дихателна система, усвояването на кислород става чрез кожата.
Нервната система се състои от мозък в близост до основата на хобота и вентрален нерв по дължината на тялото. Echiura нямат очи или други сетивни органи.

### Размножаване
Echiura са разделнополови, с отделни мъжки и женски индивиди. Половите жлези са свързани с перитонеалната мембрана покриваща телесната кухина, в която се освобождават гаметите. Спермата и яйцата завършат своето съзряване в телесната кухина, преди да бъде освободен в околната вода чрез метанефридиите. Оплождането е външно.
Интересен е видът Viridis Bonellia, с вероятните антибиотични свойства на бонелин, зелен химикал в кожата му, както и необичайно екстремния полов диморфизъм. Женските са обикновено 8 сантиметра дължината на тялото, без хобота, а мъжките са само от 1 до 3 милиметра и прекарват живота си в матката на жената.
Оплодени яйцата се излюпват в свободно плуващи трохофорни ларви. При някои видове, ларва за кратко развива сегментирано тяло, преди да се превърне във възрастно несегментирано животно, което подкрепа теорията, че Echiura еволюира от сегментирани предци, наподобяващи типични анелиди.